# Адвекция
Адвекция (от лат. advectio — доставка) — в метеорологии перемещение воздуха в горизонтальном направлении и перенос вместе с ним его свойств: температуры, влажности и других. В этом смысле говорят, например, об адвекции тепла и холода. Адвекция холодных и тёплых, сухих и влажных воздушных масс играет важную роль в метеорологических процессах и тем самым влияет на состояние погоды.
Хотя в гидромеханике зачастую вместо термина «адвекция» как синоним используется термин конвекция, многие авторы и инженеры стараются употреблять слово «конвекция» для описания переноса посредством молекулярной и вихревой диффузии, тогда как «адвекция» обозначает общий поток жидкости (в трубе или в канале). 
Адвекция в океанографии понимается как перемещение масс воды в горизонтальной плоскости (без смешивания), а конвекция — как вертикальное перемешивание.